# Anderson Varejão
Anderson França Varejão (Colatina, 28 de septiembre de 1982) es un exjugador de baloncesto brasileño que disputó 21 temporadas como profesional, 14 de ellas en la NBA. Mide 2,11 metros de altura y jugaba en la posición de pívot. Fue internacional con la selección de baloncesto de Brasil con la que participó en la consecución de diferentes éxitos. Desde enero de 2023 forma parte del cuerpo técnico de los Cleveland Cavaliers.
Destacó con apenas 17 años defendiendo la camiseta del Franca en la Liga brasileña de baloncesto en la temporada 2000-01. En 2001 fichó por el FC Barcelona donde completó su formación y, poco a poco, fue jugando cada vez más minutos en el primer equipo. En la temporada 2002-03 fue integrante del equipo que ganó la Euroliga.
Fue elegido en el Draft de la NBA de 2004 (segunda ronda, posición 30) por Orlando Magic quien traspasó sus derechos a los Cleveland Cavaliers equipo en el que estuvo 12 de sus 14 temporadas en la NBA.

## Carrera deportiva

### Inicios
Comenzando a jugar en el Franca Basquetebol Clube, uno de los más tradicionales equipos de baloncesto de Brasil, Varejão pronto llamó la atención en Europa, siendo fichado por el FC Barcelona español.

### Profesional

#### F. C. Barcelona (2002-2004)
Varejão disputó dos temporadas con los azulgranas, formando parte del histórico Barcelona que ganó la Euroliga la temporada 2002-03 junto a jugadores como Dejan Bodiroga, Juan Carlos Navarro o Šarūnas Jasikevičius.

#### Cleveland Cavaliers (2004–2016)

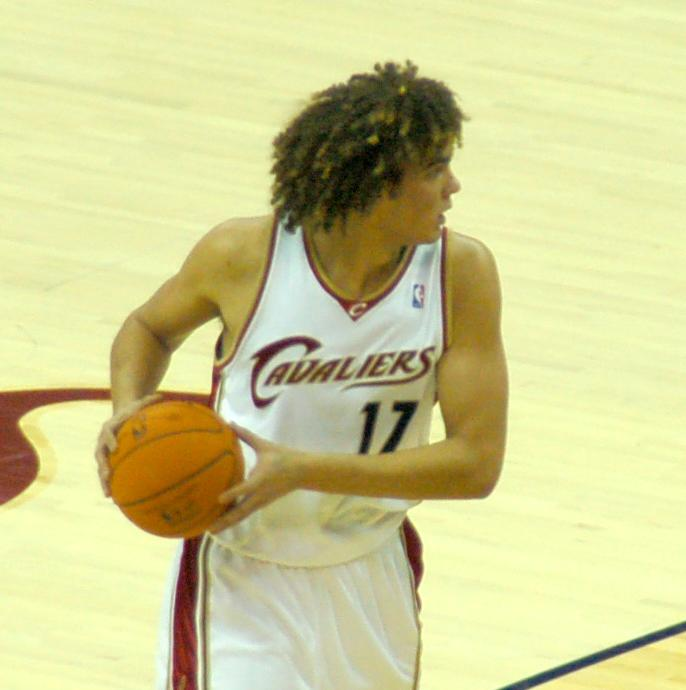
Varejão, con los Cavaliers en 2006.

En el 2004, fue escogido en la trigésima posición del draft de ese año por los Orlando Magic, inmediatamente fue transferido a Cleveland Cavaliers junto a Drew Gooden y Steven Hunter por Tony Battie y una futura segunda ronda de draft.
Tras su llegada a Cavaliers comenzó a destacar por su calidad, siendo apodado "Wild Thing" debido a su corte de pelo y estilo de juego. Su compañero LeBron James alabó su labor y talento.
En su año como rookie, promedió 4,9 puntos por partido y 4,8 rebotes, jugando una media de 16 minutos por partido. En marzo de 2005, anotó 14 puntos contra Dallas Mavericks y en enero de ese año 14 rebotes contra Utah Jazz. Además jugó seis partidos con tendinitis en la rodilla izquierda, entre noviembre de 2004 y febrero de 2005.
Tras perderse los primeros 32 partidos de la temporada 2005-06 debido a una lesión en el hombro, reapareció en abril de 2006 en un partido contra Atlanta Hawks. Luego fue uno de los titulares que llevaron a los Cavaliers a las Semifinales de Conferencia, donde serían derrotados por Detroit Pistons.
Para la siguiente temporada 2006-07, el entrenador Mike Brown decidió darle más minutos, jugando 81 partidos en toda la sesión. Batió su récord de anotación en diciembre de 2006 con 17 puntos contra New Orleans Hornets. También disputaría los partidos de playoff, de donde los Cavaliers serían apeados de nuevo por los Pistons en las Finales de Conferencia.
Para la temporada 2007-08, se convertía en agente libre, firmando el 4 de diciembre de 2007 un contrato de dos años con Charlotte Bobcats, pero según las reglas de la NBA, los Cavaliers le recuperaron solo un día después.
En 48 partidos disputados, promedió 6,7 puntos, 8,3 rebotes y 1,1 asistencias por partido. Igualó su récord de puntos en un partido contra Charlotte Bobcats con 17 puntos. Después tuvo un pobre desempeño en playoffs, aunque sí que rindió bien en la derrota de los Cavaliers contra Boston Celtics.
La temporada 2012-13 estaba siendo la mejor en cuanto a números, llegando a sonar para ser All-Star. Sin embargo, una lesión de rodilla y un coágulo en el pulmón a principios de año le dejaron en blanco para el resto de la temporada.
El 24 de diciembre de 2014, en un partido contra Minnesota Timberwolves, se rompió el tendón de Aquiles y quedó descartado para el resto de la temporada. Esa temporada los Cavs llegaron a las finales de la NBA, pero perdieron ante Golden State Warriors (2-4).
Volvió a las pistas después de la lesión, el 27 de octubre de 2015 ante Chicago Bulls.
El 18 de febrero de 2016, fue traspasado a los Portland Trail Blazers junto con una futura primera ronda del Draft a cambio de una futura segunda ronda, pero fue despedido sin llegar a debutar.

#### Golden State Warriors (2016–2017)
Sin embargo el 22 de febrero, firma con Golden State Warriors por lo que resta de temporada. Debutó dos días más tarde y promedienado únicamente 2,6 puntos por partido durante la temporada regular. El equipo consiguió el récord de mejor balence en tempoarad regular de la historia, con un 73-9, superando el 72-10 de los Chicago Bulls de la 1995-96. Llegaron a las Finales de la NBA tras remontar un 1–3 en las finales de conferencia ante Oklahoma City Thunder. Pero en las Finales, perdieron ante Cleveland Cavaliers (3-4). Según Elias Sports Bureau, se convirtió en el primer jugador en jugar para los dos finalistas en un mismo año.
El 17 de julio de 2016, renovó su contrato con los Warriors. Fue cortado el 3 de febrero de 2017, tras promediar 1,3 puntos y 1,9 rebotes por partido en 14 encuentros. Esa temporada los Warriors ganaron el título de 2017, y le ofrecieron el anillo de campeón, el cual aceptó.

#### Flamengo (2018–2019)
El 17 de enero de 2018, firmó un contrato de 20 meses con el CR Flamengo brasileño. Jugó la segunda parte de la temporada 2017–18 y la 2018–19.

#### Cleveland Cavaliers (2021)
El 4 de mayo de 2021, se hace oficial su vuelta a la NBA, firmando de nuevo con Cleveland Cavaliers un contrato de 10 días. Diez días más tarde, firma un segundo contrato de 10 días más, hasta final de temporada, disputando sus 5 últimos encuentros como profesional.

### Retirada
Al término de la temporada 2020-21 anuncia su retirada.
En junio de 2022 representa a los Cavaliers durante la lotería del draft de la NBA de 2022.
En enero de 2023 se une al cuerpo técnico de los Cavs como desarrollador de jugadores y embajador del equipo.

## Selección nacional
Ha participado en cinco Mundiales de baloncesto, posee el récord de participaciones junto con varios jugadores.
Además de ganar el oro en los Juegos Panamericanos de 2003, y una plata en Torneo de las Américas de 2001 y otros dos oros en 2005 y 2009.

## Estadísticas de su carrera en la NBA

### Temporada regular
| Año     | Equipo       | PJ  | PT  | MPP  | %TC  | %3P  | %TL  | RPP  | APP | ROB | TPP | PPP  |
| ------- | ------------ | --- | --- | ---- | ---- | ---- | ---- | ---- | --- | --- | --- | ---- |
| 2004-05 | Cleveland    | 54  | 0   | 16.0 | .513 | .000 | .535 | 4.8  | .5  | .8  | .7  | 4.9  |
| 2005-06 | Cleveland    | 48  | 4   | 15.8 | .527 | .000 | .513 | 4.9  | .4  | .6  | .4  | 4.6  |
| 2006-07 | Cleveland    | 81  | 6   | 23.9 | .476 | .000 | .616 | 6.7  | .9  | .9  | .6  | 6.8  |
| 2007-08 | Cleveland    | 48  | 13  | 27.5 | .461 | .000 | .598 | 8.3  | 1.1 | .8  | .5  | 6.7  |
| 2008-09 | Cleveland    | 81  | 42  | 28.5 | .536 | .000 | .616 | 7.2  | 1.0 | .9  | .8  | 8.6  |
| 2009-10 | Cleveland    | 76  | 7   | 28.5 | .572 | .200 | .663 | 7.6  | 1.1 | .9  | .9  | 8.6  |
| 2010-11 | Cleveland    | 31  | 31  | 32.1 | .528 | .000 | .667 | 9.7  | 1.5 | .9  | 1.2 | 9.1  |
| 2011-12 | Cleveland    | 25  | 25  | 31.4 | .514 | .000 | .672 | 11.5 | 1.7 | 1.4 | .7  | 10.8 |
| 2012-13 | Cleveland    | 25  | 25  | 36.0 | .478 | .000 | .755 | 14.4 | 3.4 | 1.5 | .6  | 14.1 |
| 2013-14 | Cleveland    | 65  | 29  | 27.7 | .495 | .000 | .681 | 9.7  | 2.2 | 1.1 | .6  | 8.4  |
| 2014-15 | Cleveland    | 26  | 26  | 24.5 | .555 | .000 | .733 | 6.5  | 1.3 | 1.1 | .6  | 9.8  |
| 2015-16 | Cleveland    | 31  | 0   | 10.0 | .421 | .000 | .762 | 2.9  | .6  | .4  | .2  | 2.6  |
| 2015-16 | Golden State | 22  | 0   | 8.5  | .438 | —    | .552 | 2.3  | .7  | .2  | .2  | 2.6  |
| 2016-17 | Golden State | 14  | 1   | 6.6  | .357 | —    | .727 | 1.9  | .7  | .2  | .2  | 1.3  |
| 2020-21 | Cleveland    | 5   | 0   | 7.2  | .250 | .000 | .556 | 4.0  | .6  | 0   | .4  | 2.6  |
| Total   | Total        | 632 | 209 | 23.9 | .509 | .023 | .630 | 7.2  | 1.2 | .8  | .6  | 7.2  |

### Playoffs
| Año   | Equipo       | PJ | PT | MPP  | %TC  | %3P  | %TL  | RPP | APP | ROB | TPP | PPP |
| ----- | ------------ | -- | -- | ---- | ---- | ---- | ---- | --- | --- | --- | --- | --- |
| 2006  | Cleveland    | 13 | 0  | 18.3 | .620 | .000 | .703 | 4.5 | .2  | .7  | .2  | 6.8 |
| 2007  | Cleveland    | 20 | 0  | 22.4 | .511 | .000 | .563 | 6.0 | .6  | 1.0 | .6  | 6.0 |
| 2008  | Cleveland    | 13 | 0  | 18.5 | .407 | .000 | .429 | 5.2 | .7  | .6  | .1  | 4.1 |
| 2009  | Cleveland    | 14 | 14 | 30.0 | .500 | .000 | .682 | 6.4 | .6  | 1.3 | 1.1 | 6.9 |
| 2010  | Cleveland    | 11 | 0  | 23.2 | .417 | .000 | .742 | 6.5 | .6  | 1.0 | .8  | 5.7 |
| 2016  | Golden State | 17 | 0  | 5.5  | .357 | —    | .526 | 1.2 | .8  | .1  | .1  | 1.2 |
| Total | Total        | 88 | 14 | 19.2 | .488 | .000 | .618 | 4.8 | .6  | .5  | .8  | 5.0 |

## Logros y reconocimientos

### Títulos internacionales deselección
- Medalla de Bronce en los Goodwill Games de Brisbane'2001.
- Medalla de Plata en el FIBA América de Neuquén'2001.
- Medalla de Oro en el Campeonato Sudamericano de Montevideo'2003.
- Medalla de Oro en el FIBA América de Santo Domingo'2005.
- Medalla de Oro en el FIBA América de San Juan'2009.

### Títulos internacionales de Club
- 1 Euroliga: 2002-03, con el FC Barcelona.

### Consideraciones personales
- Elegido "Mejor Jugador" de la Liga brasileña en la temporada 2000-01.